# Leonardskirche (Lipnica Dolna)
Die Leonardskirche ist eine Holzkirche in Lipnica Dolna in der Gemeinde Lipnica Murowana in der Wojewodschaft Kleinpolen. Das Gebäude wurde 2003 in die Liste des Weltkulturerbes der UNESCO aufgenommen. Die Kirche befindet sich auf der sogenannten Holzarchitekturroute von Małoposkie (Kleinpolen).

## Geschichte
Die Kirche wurde Ende des 15. Jahrhunderts anstelle einer älteren Kirche aus dem 12. Jahrhundert erbaut. Die Wandmalereien stammen aus dem späten 15. Jahrhundert. Die drei gotischen Altäre stammen aus dem 16. Jahrhundert, 1510 und 1530. In der Kirche befinden sich jetzt Kopien, nachdem die Originale in das Diözesanmuseum in Tarnów gebracht worden sind. 1689 und 1711 wurde das Presbyterium ausgemalt. Die Kirche wurde während der Jahrhundertflut 1997 in Mitleidenschaft gezogen und danach grundlegend restauriert.